# Stenodexia foxii
Stenodexia foxii là một loài ruồi trong họ Tachinidae.